# Zacinanie
Zacinanie – zespół czynności, które wykonuje wędkarz w odpowiedzi na branie ryby.
Zacinanie ma na celu doprowadzenie do wbicia haczyka lub kotwiczki w tkankę paszczy ryby. Zacięcie może następować natychmiast po braniu lub z różnym opóźnieniem, zależnie od gatunku ryby i sposobu jej żerowania. Skuteczność zacinania zależna jest od położenia zestawu pomiędzy szczytówką a przynętą. Miarą prawidłowości zacięcia jest położenie haczyka w paszczy ryby – idealnie, gdy haczyk lub kotwiczka tkwi w tkance głęboko i równolegle do jej powierzchni, nie zawadzając o kości.